# Canis lupus pallipes
El lobo indio (Canis lupus pallipes) es una subespecie de lobo perteneciente a la familia de los cánidos que se encuentra en la parte occidental del subcontinente indio, en algunas zonas del sur de Pakistán, y en los países de Irán, Turquía, Arabia Saudita e Israel. Tradicionalmente se ha considerado como una subpoblación de la subespecie iraní Canis lupus pallipes, sin embargo, investigaciones recientes sugieren que pudiera representar una subespecie distinta descendiente de perros domésticos: Canis indica. El lobo indio ha sido acusado de haber robado niños en la India, donde es perseguido. Ocupa un lugar destacado en los cuentos de animales escritos por Rudyard Kipling.

## Taxonomía
Investigaciones recientes de ADN sugieren que el lobo indio no se ha cruzado de forma significativa con ninguna otra población de lobos durante casi 400 000 años, por lo que podría considerarse una especie separada por completo del lobo euroasiático. El naturalista británico B.H. Hodgson fue el primero en describir un lobo indio como una especie separada, Canis laniger, en 1847, pero el lobo que estaba describiendo era en realidad un ejemplar de lobo del Himalaya, perteneciente a la subespecie euroasiática. 
Otro naturalista británico, W.T. Blanford, trabajando para el Servicio Geológico de la India, describió el lobo indio como una especie separada llamada Canis pallipes en 1888. Se distinguía de Canis lupus laniger por su menor tamaño, pelaje de invierno mucho más corto, constitución más delgada, y cráneo y dientes más pequeños. Además, se identificó al lobo del Himalaya de Hodgson como una subespecie (es decir, C. lupus laniger en contraposición a C. laniger).
En 1941, el taxónomo británico R.I. Pocock clasificó por separado como subespecies a C. lupus pallipes y a C. lupus laniger. Hoy en día, el lobo del Himalaya identificado originalmente por Hodgson en 1847 como C. laniger es considerado generalmente como perteneciente a la subespecie de Eurasia (C. lupus lupus), mientras que el lobo indio es considerado como una subespecie (C. lupus pallipes) o, como se mencionó anteriormente, una especie de derecho propio.
Últimamente, la investigación del ADN mitocondrial de los lobos indios apoya la sugerencia de tratarlos como una nueva especie de cánido (Canis indica). Probablemente el lobo emigró a la India hace cerca de 400.000 años, durante el Pleistoceno, y quedaron separados de sus antepasados euroasiáticos.

## Apariencia y adaptaciones
El lobo indio tiene un pelaje muy corto y denso que suele ser rojizo, leonado, beige o de colores. Alcanza 60-95 cm (24-37 pulgadas) de altura, y generalmente pesa 18-27 kilogramos (40-60 libras). La cría se produce en octubre, después de las lluvias - temprano en comparación con el lobo euroasiático. 
Está adaptado para la vida en las zonas semiáridas y cálidas. Su tamaño relativamente pequeño le permite sobrevivir con los ungulados pequeños, conejos, liebres y roedores que deambulan por su hábitat. El lobo indio es un ejemplo de la adaptabilidad de los cánidos, dado que sus parientes se pueden encontrar en zonas marcadamente distintas a los medios de matorral, pastizales y ambientes semiáridos en los que vive el lobo indio. 
Aunque el lobo indio y el perro rojo de la India han sido retratados como enemigos mortales por el escritor Rudyard Kipling en Red Dog, los estudios han demostrado que existe muy poca competencia entre las dos especies en las que comparten un terreno común. El hecho de que el lobo habita en los espacios abiertos y se alimenta principalmente de roedores como contraste a la costumbre del perro de vivir en los bosques densos y cazar ungulados de mediano tamaño es suficiente para garantizar la coexistencia pacífica. 
A diferencia de los demás lobos, el lobo indio rara vez aulla.

## Distribución
Se trata de un cánido adaptado al semi-desierto que es exclusivo de la India occidental. En la India, el Lobo indio se distribuye principalmente en los estados de Gujarat, Rajasthan, Haryana, Uttar Pradesh, Madhya Pradesh, Maharashtra, Karnataka y Andhra Pradesh. Un estudio publicado en 2004 estima que hay alrededor de 2000-3000 lobos indios. 
El lobo indio ha sido cazado por alimentarse del ganado, aunque está protegido como una especie en peligro de extinción en la India en el anexo 1 de la Vida Silvestre de la India (Protección) de 1972. El Santuario de Samaná Jai, Rajasthan, se cree que es el único lugar en el que el animal se cría en cautividad.

## Ataques a seres humanos
Durante el período de 1996-1997, en Uttar Pradesh, lobos atacaron a 74 personas, ocasionándoles heridas graves o incluso la muerte.[cita requerida] En su mayoría eran niños menores de 10 años. Los ataques fueron bien documentados por las autoridades. Uno de los casos más extremos jamás registrado ocurrió en 1878 en la India británica. Durante un período de un año 624 personas murieron a manos de los lobos devoradores de hombres.[cita requerida]

## El lobo indio en la cultura popular
En la novela de Rudyard Kipling, El libro de la selva, el protagonista Mowgli es criado por una manada de lobos indios. Los lobos también aparecen en otras obras de este escritor.
Sin embargo, en la mayoría de las adaptaciones de la obra, los lobos indios son mostrados con un aspecto o tamaño idéntico al de los lobos grises.